# Musée historique du Vatican
Le musée historique du Vatican (en italien : Museo storico Vaticano) est l'une des sections des Musées du Vatican. Fondé en 1973, à la demande du pape Paul VI, il est initialement hébergé dans une pièce sous le jardin carré. En 1987, il est  déplacé dans les appartements du pape au Palais du Latran et ouvert en mars 1991.
Le musée historique du Vatican comprend deux sections : le musée historique et le pavillon des carrosses. Il comprend une collection unique de portraits des papes du XVIe siècle à ce jour, les éléments notables du Corps militaire Papal des XVIe et XVIIe siècles, de vieux objets religieux liés aux rituels de la papauté. À l'étage inférieur, sont exposées les chaises à porteurs, carrosses et Papamobiles des papes et cardinaux, mais aussi le modèle de la première locomotive de la Cité du Vatican, datant de 1929.

## Source
- (en) Cet article est partiellement ou en totalité issu de l’article de Wikipédia en anglais intitulé « Vatican Historical Museum » (voir la liste des auteurs).